# Fieldata
Fieldata était un projet innovant lancé par l'United States Army Signal Corps  à la fin des années 1950 qui tentait de créer pour l'armée de terre des États-Unis un standard informatique pour collectionner et distribuer l'information. 

## Principe
Cette technologie couple deux encodages de caractères de six bits. L'ensemble peut donc être vu comme un jeu de caractères de sept bits.
Un bit de parité est également utilisé. Il s'agit du huitième bit.

## Histoire
Le codage des caractères sur six bits est une avancée technologique par rapport au code Baudot.

## Application
Le standard Fieldata finira par influencer la création d'un standard militaire 8 bits en 1961, et la création de l'ASCII en 1963.